# Dariusz Tkaczewski
Dariusz Marek Tkaczewski (ur. 1963 w Katowicach) − polski slawista, bohemista i słowacysta, językoznawca, tłumacz literatury czeskiej, nauczyciel akademicki i pracownik naukowy Uniwersytetu Śląskiego w Katowicach, członek Komisji Językoznawstwa Polskiej Akademii Nauk, Oddział Katowice.

## Życiorys
W 1978 roku ukończył Szkołę Podstawową im. M. Skłodowskiej-Curie w Katowicach, następnie kontynuował naukę w III Liceum Ogólnokształcącym im. A. Mickiewicza w Katowicach (1978-1982) oraz w Policealnym Studium Ekonomicznym w Katowicach na kierunku Obsługa ruchu turystycznego (1982-1984). Od 1970 do 1990 aktywny członek Związku Harcerstwa Polskiego, gdzie pełnił funkcję instruktora w stopniu harcmistrza ZHP.
Studia magisterskie w zakresie filologii czesko-słowackiej odbywał w Wydziale Filologicznym Uniwersytetu Śląskiego w Katowicach (1984-1989), przebywał na studiach bohemistycznych w Uniwersytecie Karola w Pradze (1987-1988) i Uniwersytecie Palackiego w Ołomuńcu (1986, 1988). W r. 1989 uzyskał tytuł magistra filologii słowiańskiej na podstawie pracy magisterskiej pt. Slang czeskich studentów.
Pełnił między innymi funkcje sekretarza Rady (2013-2015) i wicedyrektora (2015-2016) Instytutu Filologii Słowiańskiej Uniwersytetu Śląskiego oraz od r. 2017 redaktora naczelnego czasopisma „Noviny Slawia”.

## Działalność naukowo-dydaktyczna
W latach 1999–2008 był wykładowcą i lektorem języka polskiego w Republice Czeskiej, prowadząc zajęcia w Katedrze Slawistyki Uniwersytetu Palackiego w Ołomuńcu (1999-2003) i Katedrze Slawistyki Uniwersytetu Ostrawskiego w Ostrawie (2003-2008).
W 1998 uzyskał stopień doktora nauk humanistycznych na podstawie rozprawy Język czeskich mass mediów (wybrane zagadnienia). W 2015 roku jako rozprawę habilitacyjną opublikował książkę „Ottův slovník naučný” na tle czeskiej tradycji leksykograficznej: encyklopedia — twórcy — język i uzyskał stopień doktora habilitowanego nauk humanistycznych.
Od roku 2019 profesor nadzwyczajny Uniwersytetu Śląskiego w Instytucie Językoznawstwa Wydziału Humanistycznego.
W latach 1988–2020 przebywał na 11 stypendiach i stażach naukowych w Czechach, wygłaszał wykłady na uniwersytetach w Pradze, Ołomuńcu, Ostrawie, Brnie, Bańskiej Bystrzycy, Krakowie i Wrocławiu, występował z referatami na 27 międzynarodowych konferencjach naukowych oraz opublikował 7 książek (monografie autorskie i redagowane), 55 artykułów naukowych, kilkanaście publikacji  popularnonaukowych i publicystycznych oraz kilkadziesiąt przekładów artystycznych literatury czeskiej.

### Zainteresowania  naukowe
Głównym przedmiotem językoznawczych (slawistycznych i bohemistycznych) zainteresowań naukowych Dariusza Tkaczewskiego jest słowiańskie dziedzictwo oraz tradycje Polski i Czech oraz Czechosłowacji, a w szczególności czesko-polskie/polsko-czeskie związki kulturowe i językowe. Kolejnymi  polami badawczymi są: doświadczenia historyczne i kulturowe oraz współczesne realia Polski i Czech (ze szczególnym uwzględnieniem stereotypów kulturowych i językowych), zagadnienia psycholingwistyczne i socjolingwistyczne (w tym badania dotyczące uwarunkowań funkcjonowania czeskich socjolektów, profesjolektów, slangów i języków subkultur [np. hantec]), tradycje i współczesność czeskiej, słowackiej i czechosłowackiej leksykografii encyklopedycznej, historia języka czeskiego i języka słowackiego oraz percepcja czeskiej kultury (szczególnie literatury i filmu) w polskim społeczeństwie.

### Wybrane publikacje książkowe
1. "Ottův slovník naučný" na tle czeskiej tradycji leksykograficznej: encyklopedia — twórcy — język , WUŚ, Katowice 2013[7].
2. Mechanizmy wpływu społecznego i manipulacja językowa — czeskie przypadki , UŚ/AA „PARA”, Katowice 2010.
3. Czeska reklama telewizyjna i jej język , Prace Naukowe Uniwersytetu Śląskiego w Katowicach nr 2294 , WUŚ, Katowice 2005[8].
4. [współred. Z. Studencki] Region i ojczyzna w kulturze narodowej, języku i literaturze , Sosnowiec 2007.
5. [red.] Jaszmije smukwijne. Almanach współczesnej poezji czeskiej , Katowice 2004.
6. [red.] Czeski numer Kwartalnika literackiego „FA-art” nr 1-2 (31-32) 1998, Katowice 1998, s. 86-174.
7. [współred. A.J. Bluszcz] Rozwarstwienie stylistyczne języków słowiańskich. Style funkcjonalne i stylizacje literackie , Katowice 1996.

### Wybrane przekłady literatury czeskiej
1. David Gruber: Jak efektywnie uczyć się języka obcego (nie tylko angielskiego), Vendryně 2016.
2. Bohuslav Vaněk-Uvalský: Kobiety*Havel*Higiena, Katowice 2007.
3. Bohuslav Vanĕk-Uvalský: Kartofel był pomarańczą mojego dzieciństwa (fragmenty), [w:] Kwartalnik kulturalno-artystyczny „Ha!Art”, nr 21/2005 (07.10.2005), s. 101-103.
4. Vít Kremlička: Dziennik okrętowy (fragmenty), [w:] Kwartalnik literacki „FA-art”, nr 4 (38) 1999, Katowice 1999, s. 2-8.